# 拉法葉縣 (佛羅里達州)
拉斐特縣（英語：Lafayette County）是位於美国佛罗里达州北部的一個縣，面積1,419平方公里。根據美国人口普查局2020年統計，共有人口8,226人，是該州人口第二少的縣，且比最少的自由郡多一人。縣治梅奧（Mayo）。該縣成立於1856年，縣名紀念紀念美國獨立戰爭英雄、法国大革命領導者拉斐德侯爵。
本縣為一禁酒的縣。